# Geratomyza spadix
Geratomyza spadix är en tvåvingeart som beskrevs av Spencer 1963. Geratomyza spadix ingår i släktet Geratomyza och familjen minerarflugor. Inga underarter finns listade i Catalogue of Life.